# دهستان بیرو
دهستان بیرو (به لاتین: Biru Gewog) یک دهستان در کشور بوتان است که در ناحیهٔ سامتس واقع شده‌است. دهستان بیرو ۴۹٫۰۴ کیلومتر مربع مساحت دارد.